# Korowai/Torlesse Tussocklands Park
Der Korowai/Torlesse Tussocklands Park ist ein Naturschutzpark in der Region Canterbury auf der Südinsel von Neuseeland. Der Park untersteht dem Department of Conservation.

## Geographie
Der 24.000 Hektar große Korowai/Torlesse Tussocklands Park befindet sich den Gebirgszügen der Torlesse Range und dem größeren Teil der Big Ben Range, 5 km östlich des Lake Coleridge. Christchurch, als größte Stadt in der Region, ist rund 60 km südöstlich des Parks zu finden. Der Naturschutzpark dehnt sich über eine Länge von ca. 27 km in Südwest-Nordost-Richtung aus und misst an seiner breitesten Stelle ca. 15 km. Der kleine See Lake Lyndon befindet sich nicht in dem Park, wird von ihm aber von Westen und Osten umsäumt. Der Korowai/Torlesse Tussocklands Park besteht aus zwei Teilen, wobei der kleinere Teil sich auf weniger als einem Kilometer nordwestlich dem größeren Teil des Parks anschließt. Höchste Ergebung des Parks stellt mit 1963 m der Otarama Peak, gefolgt vom nur zwei Meter niedrigeren Mount Torlesse dar.

## Geschichte
Der Korowai/Torlesse Tussocklands Park wurde im Jahr 2001 gegründet und ging auf eine Initiative der neuseeländischen Naturschutzorganisation Royal Forest and Bird Protection Society of New Zealand zurück. Der ursprünglich rund 21.000 Hektar umfassende Park bekam im Jahr 2018 durch den Zukauf vom Nature Heritage Fund eine Erweiterung von 3282 Hektar Land und kommt nun auf eine Größe von rund 24.000 Hektar.

## Flora und Fauna
Das Gebiet des Conservation Parks besteht aus hohen, trockenen Gebirgszügen, in denen Schnee-Tussock-Landschaften, Gebirgsbuchenwälder und Buschlandschaften verbreitet sind. Des Weiteren sind Pflanzen wie Raoulia, die in Neuseeland Vegetable sheep genannt wird, Porotaka, Montigena (scree pea) und eine Art Hahnenfuß zu finden.
Einheimische Heuschrecken, Schaben, Eidechsen, Schmetterlinge und die Wētā bewohnen den Park, in dem der Kea, der Pīhoihoi und der Kārearea vorkommen. In den Buchenwäldern leben bevorzugt Arten wie der Miromiro, der Tītipounamu und der Pīpipi.